# Gran Premio motociclistico di Francia 1998
Il Gran Premio motociclistico di Francia 1998 corso il 31 maggio, è stato il quinto Gran Premio della stagione 1998 del motomondiale e ha visto vincere: la Honda di Àlex Crivillé nella classe 500, Tetsuya Harada nella classe 250 e Kazuto Sakata nella classe 125.

## Classe 500

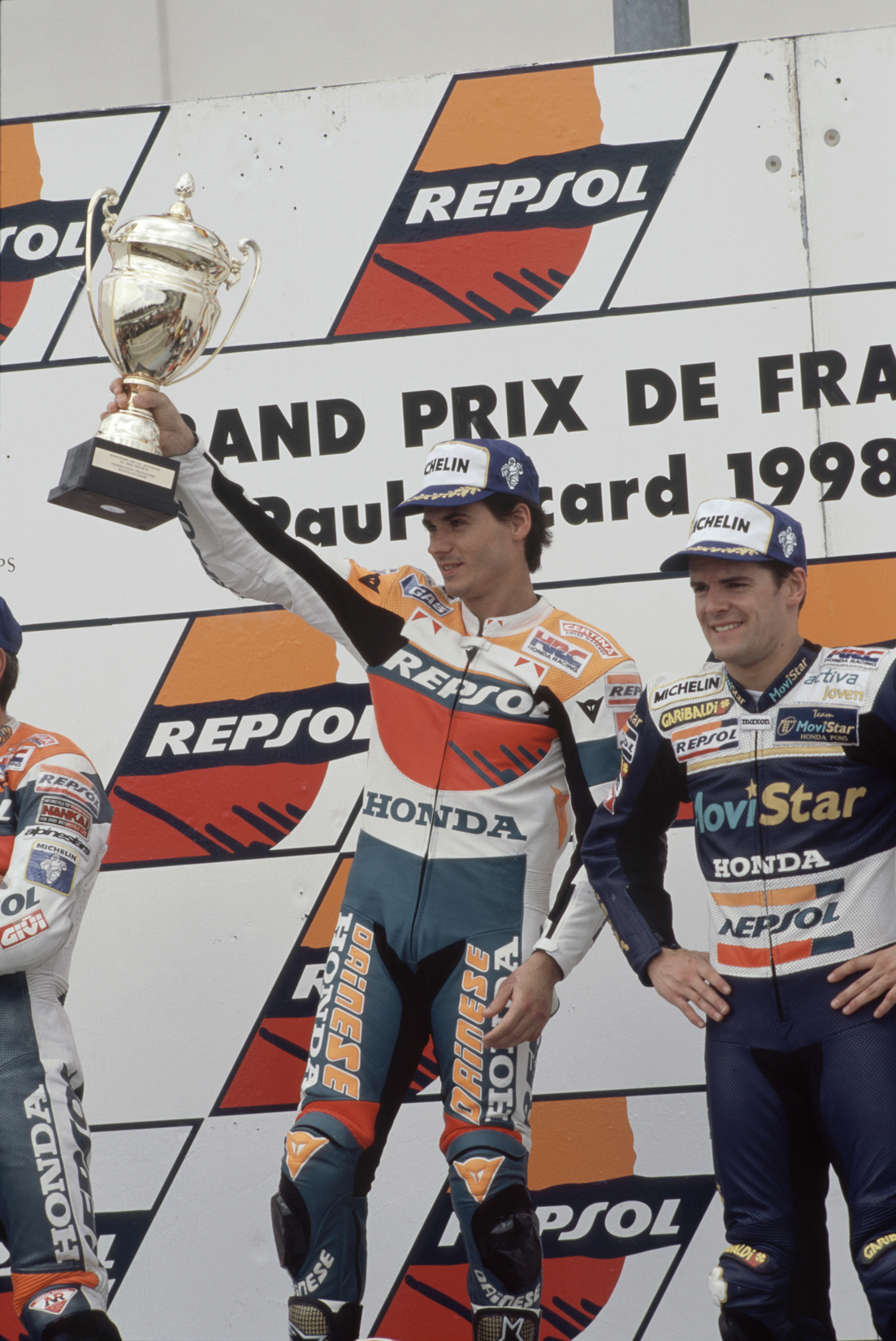
Crivillé solleva il trofeo del vincitore della classe 500, al suo fianco Checa giunto al terzo posto

### Arrivati al traguardo
| Pos | Nº | Pilota                   | Squadra                | Motocicletta | Giri | Tempo     | Griglia | Punti |
| --- | -- | ------------------------ | ---------------------- | ------------ | ---- | --------- | ------- | ----- |
| 1   | 4  | Àlex Crivillé            | Repsol Honda           | Honda        | 31   | 42:41.128 | 3       | 25    |
| 2   | 1  | Mick Doohan              | Repsol Honda           | Honda        | 31   | +0.283    | 1       | 20    |
| 3   | 8  | Carlos Checa             | MoviStar Honda Pons    | Honda        | 31   | +0.498    | 2       | 16    |
| 4   | 19 | John Kocinski            | MoviStar Honda Pons    | Honda        | 31   | +6.888    | 7       | 13    |
| 5   | 6  | Max Biaggi               | Marlboro Team Kanemoto | Honda        | 31   | +10.447   | 4       | 11    |
| 6   | 20 | Luca Cadalora            | Yamaha Team Rainey     | Yamaha       | 31   | +16.305   | 6       | 10    |
| 7   | 5  | Norick Abe               | Yamaha Team Rainey     | Yamaha       | 31   | +16.791   | 9       | 9     |
| 8   | 3  | Nobuatsu Aoki            | Suzuki Grand Prix      | Suzuki       | 31   | +17.041   | 8       | 8     |
| 9   | 11 | Simon Crafar             | Red Bull Yamaha WCM    | Yamaha       | 31   | +20.553   | 13      | 7     |
| 10  | 15 | Sete Gibernau            | Repsol Honda           | Honda        | 31   | +23.754   | 11      | 6     |
| 11  | 55 | Régis Laconi             | Red Bull Yamaha WCM    | Yamaha       | 31   | +37.553   | 16      | 5     |
| 12  | 28 | Ralf Waldmann            | Marlboro Team Roberts  | Modenas KR3  | 31   | +43.819   | 14      | 4     |
| 13  | 10 | Kenny Roberts Jr         | Team Roberts           | Modenas KR3  | 31   | +48.079   | 10      | 3     |
| 14  | 14 | Juan Bautista Borja      | Shell Advance Racing   | Honda        | 31   | +51.451   | 18      | 2     |
| 15  | 17 | Jurgen van den Goorbergh | Dee Cee Jeans Racing   | Honda        | 31   | +1:03.343 | 17      | 1     |
| 16  | 22 | Sébastien Gimbert        | Tecmas Honda Elf       | Honda        | 31   | +1:14.072 | 19      |       |
| 17  | 18 | Garry McCoy              | Shell Advance Racing   | Honda        | 31   | +1:23.072 | 20      |       |
| 18  | 23 | Matt Wait                | F.C.C. TSR             | Honda        | 30   | +1 giro   | 21      |       |
| 19  | 57 | Fabio Carpani            | Polini Inoxmacel       | Honda        | 30   | +1 giro   | 23      |       |

### Ritirati
| Nº | Pilota      | Squadra              | Motocicletta | Giri | Griglia |
| -- | ----------- | -------------------- | ------------ | ---- | ------- |
| 9  | Alex Barros | Honda Gresini        | Honda        | 22   | 5       |
| 88 | Scott Smart | Millar Honda Britain | Honda        | 12   | 22      |
| 77 | Eskil Suter | Muz Roc RennSport    | MuZ Weber    | 1    | 15      |

### Non partito
| Nº | Pilota         | Moto   | Griglia |
| -- | -------------- | ------ | ------- |
| 25 | Yukio Kagayama | Suzuki | 12      |

## Classe 250

### Arrivati al traguardo
| Pos | Nº | Pilota            | Squadra                   | Motocicletta | Giri | Tempo     | Griglia | Punti |
| --- | -- | ----------------- | ------------------------- | ------------ | ---- | --------- | ------- | ----- |
| 1   | 31 | Tetsuya Harada    | Aprilia Grand Prix Racing | Aprilia      | 29   | 40:59.018 | 1       | 25    |
| 2   | 46 | Valentino Rossi   | Nastro Azzurro Aprilia    | Aprilia      | 29   | +0.631    | 3       | 20    |
| 3   | 65 | Loris Capirossi   | Aprilia Grand Prix Racing | Aprilia      | 29   | +14.406   | 2       | 16    |
| 4   | 19 | Olivier Jacque    | Chesterfield Elf Tech 3   | Honda        | 29   | +27.017   | 5       | 13    |
| 5   | 4  | Stefano Perugini  | Castrol 250               | Honda        | 29   | +28.024   | 11      | 11    |
| 6   | 6  | Haruchika Aoki    | F.C.C. TSR                | Honda        | 29   | +28.045   | 4       | 10    |
| 7   | 9  | Jeremy McWilliams | QUB Team Optimum          | TSR-Honda    | 29   | +36.228   | 9       | 9     |
| 8   | 8  | Luis d'Antín      | Antena 3 Yamaha           | Yamaha       | 29   | +49.849   | 12      | 8     |
| 9   | 7  | Takeshi Tsujimura | Semprucci Biesse-Gro      | Yamaha       | 29   | +50.216   | 14      | 7     |
| 10  | 24 | Jason Vincent     | Padgetts HRC Shop         | TSR-Honda    | 29   | +51.672   | 13      | 6     |
| 11  | 21 | Franco Battaini   | Edo Racing                | Yamaha       | 29   | +53.376   | 19      | 5     |
| 12  | 11 | Jürgen Fuchs      | Docshop Racing            | Aprilia      | 29   | +1:01.689 | 7       | 4     |
| 13  | 17 | José Luis Cardoso | Antena 3 Yamaha           | Yamaha       | 29   | +1:14.169 | 10      | 3     |
| 14  | 44 | Roberto Rolfo     | Scuderia AGV Carrizosa    | TSR-Honda    | 29   | +1:18.169 | 17      | 2     |
| 15  | 68 | Julien Allemand   | Equipe de France          | Honda        | 28   | +1 giro   | 25      | 1     |
| 16  | 14 | Davide Bulega     | OXS Matteoni              | ERP-Honda    | 28   | +1 giro   | 23      |       |
| 17  | 69 | Vincent Philippe  | Equipe de France          | Honda        | 28   | +1 giro   | 27      |       |
| 18  | 70 | Franck Poulle     | F.P. Racing               | Honda        | 28   | +1 giro   | 29      |       |

### Ritirati
| Nº | Pilota              | Squadra                 | Motocicletta | Giri | Griglia |
| -- | ------------------- | ----------------------- | ------------ | ---- | ------- |
| 71 | Hervé Mora          | Aprilia France          | Aprilia      | 24   | 28      |
| 41 | Federico Gartner    | PR2 Mitsubishi Elaion   | Aprilia      | 21   | 26      |
| 12 | Noriyasu Numata     | Rizla Suzuki            | Suzuki       | 17   | 18      |
| 20 | William Costes      | Chesterfield Elf Tech 3 | Honda        | 13   | 16      |
| 37 | Luca Boscoscuro     | Scuderia AGV Carrizosa  | TSR-Honda    | 11   | 15      |
| 5  | Tōru Ukawa          | Benetton Honda          | Honda        | 8    | 6       |
| 27 | Sebastián Porto     | PR2 Mitsubishi Elaion   | Aprilia      | 5    | 8       |
| 18 | Osamu Miyazaki      | Edo Racing              | Yamaha       | 4    | 21      |
| 25 | Yasumasa Hatakeyama | Penguin Racing          | ERP-Honda    | 4    | 20      |
| 16 | Johan Stigefelt     | Rizla Suzuki            | Suzuki       | 1    | 22      |

### Non partito
| Nº | Pilota           | Moto  | Griglia |
| -- | ---------------- | ----- | ------- |
| 67 | Matthieu Lagrive | Honda | 24      |

## Classe 125

### Arrivati al traguardo
| Pos | Nº | Pilota                | Squadra                   | Motocicletta | Giri | Tempo     | Griglia | Punti |
| --- | -- | --------------------- | ------------------------- | ------------ | ---- | --------- | ------- | ----- |
| 1   | 4  | Kazuto Sakata         | UGT 3000                  | Aprilia      | 27   | 40:57.583 | 2       | 25    |
| 2   | 13 | Marco Melandri        | Benetton Matteoni         | Honda        | 27   | +0.292    | 12      | 20    |
| 3   | 20 | Masao Azuma           | Mac Motors Liegeois Comp. | Honda        | 27   | +0.393    | 9       | 16    |
| 4   | 15 | Roberto Locatelli     | Polini Inoxmacel          | Honda        | 27   | +3.314    | 11      | 13    |
| 5   | 10 | Lucio Cecchinello     | Givi Honda LCR            | Honda        | 27   | +4.057    | 4       | 11    |
| 6   | 9  | Frédéric Petit        | UGT 3000 - RMS            | Honda        | 27   | +4.824    | 5       | 10    |
| 7   | 22 | Steve Jenkner         | Marlboro Team ADAC        | Aprilia      | 27   | +10.041   | 8       | 9     |
| 8   | 5  | Masaki Tokudome       | Docshop Racing            | Aprilia      | 27   | +14.660   | 18      | 8     |
| 9   | 26 | Ivan Goi              | Vasco Rossi Racing        | Aprilia      | 27   | +28.373   | 13      | 7     |
| 10  | 62 | Yoshiaki Katō         | Semprucci Biesse-Gro      | Yamaha       | 27   | +32.660   | 23      | 6     |
| 11  | 41 | Yōichi Ui             | Yamaha Kurz Aral          | Yamaha       | 27   | +35.533   | 7       | 5     |
| 12  | 21 | Arnaud Vincent        | Scrab Competition         | Aprilia      | 27   | +35.617   | 10      | 4     |
| 13  | 59 | Jerónimo Vidal        | Valencia Aspar            | Aprilia      | 27   | +48.609   | 21      | 3     |
| 14  | 17 | Juan Enrique Maturana | Yamaha Kurz Aral          | Yamaha       | 27   | +51.162   | 20      | 2     |
| 15  | 18 | Paolo Tessari         | Scuderia Alfa Nolan       | Aprilia      | 27   | +57.049   | 14      | 1     |
| 16  | 65 | Andrea Iommi          | Team Pileri               | Honda        | 27   | +1:24.700 | 24      |       |
| 17  | 67 | Randy de Puniet       | Honda France              | Honda        | 27   | +1:29.236 | 27      |       |
| 18  | 69 | Jimmy Petit           | Team RMS                  | Honda        | 26   | +1 giro   | 28      |       |

### Ritirati
| Nº | Pilota             | Squadra               | Motocicletta | Giri | Griglia |
| -- | ------------------ | --------------------- | ------------ | ---- | ------- |
| 7  | Emilio Alzamora    | Via Digital Team      | Aprilia      | 18   | 27      |
| 3  | Tomomi Manako      | UGT - 3000            | Honda        | 17   | 3       |
| 29 | Ángel Nieto Jr     | Via Digital Team      | Aprilia      | 17   | 19      |
| 32 | Mirko Giansanti    | OXS Matteoni          | Honda        | 13   | 6       |
| 68 | Nicolas Dussauge   | Ipone Dussauge Racing | Honda        | 13   | 22      |
| 16 | Christian Manna    | Semprucci Biesse-Gro  | Yamaha       | 11   | 25      |
| 2  | Noboru Ueda        | Givi Honda LCR        | Honda        | 6    | 1       |
| 8  | Gianluigi Scalvini | Polini Inoxmacel      | Honda        | 6    | 16      |
| 39 | Jaroslav Huleš     | UGT 3000              | Honda        | 5    | 26      |
| 23 | Gino Borsoi        | Motoracing s.r.l.     | Aprilia      | 2    | 15      |